# Taphozous theobaldi
Taphozous theobaldi (Dobson, 1872) è un pipistrello della famiglia degli Emballonuridi diffuso nell'Ecozona orientale.

## Descrizione

### Dimensioni
Pipistrello di medie dimensioni, con la lunghezza della testa e del corpo tra 88 e 95 mm, la lunghezza dell'avambraccio tra 70 e 76 mm, la lunghezza della coda tra 25 e 35 mm, la lunghezza del piede tra 11 e 18 mm, la lunghezza delle orecchie tra 21 e 28 mm.

### Aspetto
Il colore delle parti dorsali varia dal marrone scuro al bruno-grigiastro, con la base dei peli più chiara, mentre le parti ventrali sono più chiare. La testa è relativamente piatta e triangolare, il muso è conico, privo di peli, con una depressione tra gli occhi e con una chiazza di lunghi peli scuri sul mento. È privo di sacca golare, mentre una sacca ghiandolare è presente in entrambi i sessi tra l'avambraccio e il primo metacarpo. Gli occhi sono relativamente grandi. Le orecchie sono triangolari con la punta smussata, rivolte all'indietro, separate tra loro, con diverse pieghe sulla superficie interna del padiglione auricolare. Il trago è corto, largo e con l'estremità leggermente arrotondata, mentre l'antitrago è lungo, semi-circolare e si estende quasi fino all'angolo posteriore della bocca. Le membrane alari sono lunghe, strette e attaccate posteriormente lungo le anche. La coda è lunga e fuoriesce dall'ampio uropatagio a circa metà della sua lunghezza. Il calcar è lungo.

## Biologia

### Comportamento
Si rifugia in colonie di diverse migliaia di individui all'interno di grotte. Il suo guano è utilizzato come fertilizzante in diverse zone del suo areale.

### Alimentazione
Si nutre di insetti.

## Distribuzione e habitat
Questa specie è diffusa in maniera discontinua in India, Cina, Indocina e in Indonesia.
Vive nelle foreste fino a 1.200 metri di altitudine.

## Tassonomia
Sono state riconosciute 2 sottospecie:
- T.t.theobaldi: Stati indiani del Karnataka, Kerala, Madhya Pradesh e Maharashtra;
- T.t.secatus (Thomas, 1915): Myanmar meridionale, Thailandia, Vietnam, Laos, Cambogia; Giava, Sulawesi, Borneo sud-orientale e nella provincia cinese dello Yunnan.

## Conservazione
La IUCN Red List, considerato il vasto areale e la popolazione presumibilmente numerosa, classifica T.theobaldi come specie a rischio minimo (Least Concern)).